# Marcus Junius Parrott

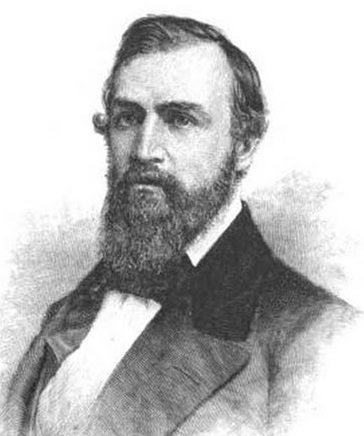
Marcus Junius Parrott

Marcus Junius Parrott (* 27. Oktober 1828 in Hamburg, Aiken County, South Carolina; † 4. Oktober 1879 in Dayton, Ohio) war ein US-amerikanischer Politiker. Zwischen 1857 und 1861 vertrat er das Kansas-Territorium als Delegierter im US-Repräsentantenhaus.

## Werdegang
Marcus Parrott besuchte die öffentlichen Schulen seiner Heimat und anschließend das Dickinson College in Carlisle (Pennsylvania). Nach einem Jurastudium an der Universität Cambridge und seiner Zulassung als Rechtsanwalt begann er in Dayton (Ohio) in seinem neuen Beruf zu arbeiten. In Ohio begann auch seine politische Laufbahn. Dort war er zwischen 1853 und 1854 Abgeordneter im Repräsentantenhaus des Staates.
Im Jahr 1855 zog Parrott nach Leavenworth im damaligen Kansas-Territorium und arbeitete als Protokollist am dortigen Obersten Gerichtshof. Politisch wurde er Mitglied der neugegründeten Republikanischen Partei. Bei den Kongresswahlen des Jahres 1856 wurde er als deren Kandidat zum Delegierten des Kansas-Territoriums im US-Repräsentantenhaus gewählt. In Washington löste er am 4. März 1857 den Demokraten John Wilkins Whitfield ab. Nach einer Wiederwahl im Jahr 1860 konnte er sein Mandat im Kongress bis zum 29. Januar 1861 ausüben. An diesem Tag wurde das Territorium aufgelöst und Kansas wurde regulärer Bundesstaat der Vereinigten Staaten. Diese Jahre waren sowohl im Kongress als auch in Kansas von den Ereignissen im Vorfeld des Bürgerkrieges überschattet. In Kansas gab es damals bereits kriegsähnliche Zusammenstöße zwischen den Anhängern beider Seiten.
Im Jahr 1862 kandidierte Parrott als Unabhängiger erfolglos für einen Abgeordnetensitz im US-Repräsentantenhaus. Später wechselte er zur Demokratischen Partei. Als deren Kandidat bewarb er sich im Jahr 1872 erneut erfolglos um ein Abgeordnetenmandat im Kongress. Danach zog er sich aus der Politik zurück und widmete sich in Leavenworth landwirtschaftlichen Angelegenheiten. Marcus Parrott starb im Oktober 1879 in Dayton.